# Varnums församling, Skara stift
För den tidigare församlingen i Karlstads stift, se Varnums församling, Karlstads stift.
Varnums församling var en församling i Skara stift och i Ulricehamns kommun. Församlingen uppgick 2006 i Södra Vings församling.

## Administrativ historik
Församlingen har medeltida ursprung.  
Församlingen var till 1937 annexförsamling i pastoratet Rångedala Toarp, Äspered, Tärby och Varnum som till 1650 även omfattade Brämhults församling. Från 1937 till 1962 annexförsamling i pastoratet Toarp, Rångedala, Äspered, Tärby och Varnum. Från 1962 till 1989 annexförsamling i pastoratet Södra Ving, Härna, Fänneslunda, Grovare och Varnum. Från 1989 till 2006 annexförsamling i pastoratet Södra Ving, Härna, Fänneslunda, Varnum, Hällstad, Murum, Möne och Kärråkra. Församlingen uppgick 2006 i Södra Vings församling.

## Kyrkor
- Varnums kyrka